# 700 (număr)
700 (șapte sute) este numărul natural care urmează după 699 și precede pe 701 într-un șir crescător de numere naturale.

## În matematică
700:
- Este un număr par.[1][2]
- Este un număr compus.[3]
- Este un număr abundent.[4][5]
- Este un număr Harshad[6][7] în bazele 5, 6, 10, 11, 13, 15 și 16.
- Este un număr rotund.[8][9]
- Este un număr palindromic și repdigit în bazele 27 (PP27) și 699 (11699).
- Este suma a patru numere prime (700 = 167 + 173 + 179 + 181).

## În știință

### În astronomie
- 700 Auravictrix este un asteroid din centura principală.